# Dlinnoye Lake
Der Dlinnoye Lake (russisch Озеро Длинное Osero Dlinnoje, deutsch ‚Langer See‘; norwegisch Langen) ist ein schmaler, gewundener und 800 m langer See unweit der Prinzessin-Astrid-Küste des ostantarktischen Königin-Maud-Lands. Er liegt unmittelbar nordwestlich des Tsentral’naya Hill in der Schirmacher-Oase.
Teilnehmer einer sowjetischen Antarktisexpedition, die ihn auch benannten, kartierten den See im Jahr 1961. Das Advisory Committee on Antarctic Names übertrug diese Benennung 1970 in einer Teilübersetzung ins Englische.